# 빅터뉴스
빅터뉴스(BDN, BigtaNews)는 2018년 2월 데이터 저널리즘의 새 지평을 표방하고 출범한 한국의 인터넷 신문이다. 자유민주주의의 핵심 가치이자 기본권인 ‘표현의 자유’를 통해 수많은 온라인 세상에 표출되는 민의와 여론을 가감 없이 전달하는 공론장임을 표방한다. 정치·경제·산업·교육·문화·외교·통일 등 우리 사회 각 분야에서 실시간 쏟아지는 이슈와 뉴스, SNS(트위터, 인스타그램, 블로그, 커뮤니티) 여론을 빅데이터 솔루션으로 분석해 기사로 쓰고 독자들에게 전달하고 있다. 현재 소셜빅데이터 분석 솔루션을 기반으로 기업, 정치인, 공공기관, 정부부처 등에 보고서를 제공하는 사업도 병행하고 있다. 구체적으로 ①정치·사회 뉴스, ②산업·금융·유통·마케팅을 아우르는 경제 뉴스, ③수도권 등 각 지역 소식을 전하는 전국+, ④각종 데이터와 통계에서 도출되는 트렌드 분석 기사(데이터+, 통계&LAW), 그리고 각종 뉴스에 대한 누리꾼의 반응과 익명의 댓글로 표현되는 온라인 여론을 전하는 기사 (댓글N, 감성체크), ⑤기업과 정부·지방자치단체의 요구에 부합하는 맞춤형 보고서(리포트+) 등을 생산하고 있다.

## 연혁
2019년  <빅터뉴스> https://www.bigtanews.co.kr/ 네이버 및 카카오다음 뉴스검색 제휴 (8월) 

• 빅버즈코리아 리서치사업본부 운영 (7월)

• 빅버즈코리아 법인 설립 (A&F코리아로부터 분리, 7월)

• <빅터뉴스> 영남본부 운영 (7월)

• 인터넷신문위원회 가입 (6월)

2018년  <빅터뉴스> ZUM 뉴스검색 제휴 (12월)

• <빅터뉴스> 구글 뉴스 검색 제휴 (11월)

• <빅터뉴스 워드미터> 서비스 오픈 (9월)

• A&F코리아, 컨설팅사업본부 운영 개시 (2월)

• 데이터저널리즘 전문 미디어 <빅터뉴스> 창간(2월)

2005년  A&F코리아 법인 설립

2003년  CANNES LIONS 한국 대표 사무국 출범 (www.canneslions.co.kr)